# Koenania
Koenania là một chi thực vật có hoa trong họ Thiến thảo (Rubiaceae).

## Loài
Chi Koenania gồm các loài: